# 聖路易斯縣 (明尼蘇達州)
聖路易縣（英語：St. Louis County）是美国明尼蘇達州東北部的一個郡，位於苏必利尔湖西北岸，東南與威斯康辛州相連，北鄰加拿大。聖路易縣的總面積為17,767平方公里（陸地面積16,123平方公里），是明尼蘇達州中最大的縣份，也是密西西比河以東的美國中面積最大的縣份（若不計算水域面積，則最大的縣為缅因州阿魯斯圖克縣）。根據2020年美國人口普查，聖路易縣共有人口20萬,231人。聖路易縣縣治德卢斯。
聖路易縣的主要工業包括纸浆材產業和旅游业。聖路易縣的露天开采铁燧岩業亦於铁矿带中佔了一個重要的經濟地位。布瓦复以及丰迪拉克印第安保留地的部份土地位於聖路易縣內。

## 歷史
聖路易斯縣成立於1855年2月20日，得名多蒂县，1855年3月3日，更名為牛顿县，1856年3月1日採用目前縣名；縣名來自聖路易河。1855年3月3日，聖路易斯縣以東的苏必利尔县（今萊克縣）更名為聖路易斯縣。1856年3月1日，萊克縣才獲得現名，並且其舊名聖路易斯縣變成了牛顿县的名字。

## 地理
根據2000年人口普查，聖路易斯縣的面積為6,859.91平方英里（17,767.1平方），其中有6,225.16平方英里（16,123.1平方），即90.75%為陸地；634.75平方英里（1,644.0平方），即9.25%為水域。。聖路易斯縣是明尼蘇達州中最大的縣份，也是密西西比河以東的美國中面積最大的縣份。
位於劳伦分水岭的三水山（Hill of Three Waters）位於希賓以北。這座山名叫三水山，全因降雨會在三水山分成支流，並流入三個不同的水系中。向北流的支流流入哈得孙湾、向東流的支流經苏必利尔湖流入聖羅倫斯灣、以及向南和向西流的支流經密西西比河流入墨西哥湾。
聖路易斯縣擁有美國其中一個最重要的淡水港杜魯斯。

### 毗邻县
- 安大略省 雷尼河區：北方
- 威斯康辛州 道格拉斯縣：東南方
- 明尼蘇達州 萊克縣：東方
- 明尼蘇達州 卡爾頓縣：南方
- 明尼蘇達州 艾特金縣：西南方
- 明尼蘇達州 艾塔斯卡縣：西方
- 明尼蘇達州 康契欽縣：西北方

### 国家保护区
- 苏必利尔国家森林（部份）
  - 边界水域划独木舟区原野（英语：Boundary Waters Canoe Area Wilderness）（部份）
- 樵夫國家公園（部份）

## 人口
| 调查年                              | 人口    | 备注 | %±       |
| ----------------------------------- | ------- | ---- | -------- |
| 1860                                | 406     |      | —        |
| 1870                                | 4,561   |      | 1,023.4% |
| 1880                                | 4,504   |      | −1.2%    |
| 1890                                | 44,862  |      | 896.0%   |
| 1900                                | 82,932  |      | 84.9%    |
| 1910                                | 163,274 |      | 96.9%    |
| 1920                                | 206,391 |      | 26.4%    |
| 1930                                | 204,596 |      | −0.9%    |
| 1940                                | 206,917 |      | 1.1%     |
| 1950                                | 206,062 |      | −0.4%    |
| 1960                                | 231,588 |      | 12.4%    |
| 1970                                | 220,693 |      | −4.7%    |
| 1980                                | 222,229 |      | 0.7%     |
| 1990                                | 198,213 |      | −10.8%   |
| 2000                                | 200,528 |      | 1.2%     |
| 2010                                | 200,226 |      | −0.2%    |
| 2011年估计                          | 200,255 |      | 0.0%     |
| U.S. Decennial Census 2011 estimate |         |      |          |

根據2000年人口普查，聖路易斯縣共擁有20萬528名居民、82,619住戶和51,389家庭。。其人口密度為每平方英里32居民（每平方公里12居民）。聖路易斯縣 擁有95,800間房屋单位，其密度為每平方英里15間（每平方公里6間）。聖路易斯縣 的人口是由94.86%白人、0.85%非裔、2.03%原住民、0.66%亞裔、0.03%太平洋岛民、0.22%其他種族和1.35%混血构成。而西班牙裔或拉丁美洲人佔了人口0.80%。在白人當中，有17.0%為德裔、13.7%為挪威裔、12.1%芬蘭裔、9.7%瑞典裔、6.0%愛爾蘭裔以及5.3%義大利裔。
在82,619住户中，有27.60%擁有一個或以上的兒童（18歲以下）、49.30%為夫妻、9.40%為單親家庭、而有37.80%為非家庭。其中31.20%住户為獨居，13.00%為同居長者。平均每戶有2.32人，而平均每個家庭則有2.90人。在200,528居民中，有22.40%為18歲以下、11.40%為18至24歲、25.90%為25至44歲、24.30%為45至64歲以及16.10%為65歲以上。人口的年齡中位數為39歲，每100個女性就有96.80個男性。而每100個成年女性（18歲以上）就有93.80個成年男性。
聖路易斯縣 的住戶收入中位數為$36,306，而家庭收入中位數則為$47,134。男性的收入中位數為 $37,934，而女性的收入中位數則為$24,235。聖路易斯縣 的人均收入為$18,982。約7.20%家庭和12.10%人口在貧窮線以下。